# Acacia caraniana
Senegalia caraniana là một loài rau đậu thuộc họ Fabaceae.
Loài này chỉ có ở Somalia.
Chúng hiện đang bị đe dọa vì mất môi trường sống.